# Kutlehar (stato)
Lo Stato di Kutlehar fu uno stato principesco del subcontinente indiano, avente per capitale il villaggio di Kutlehar.

## Storia
Secondo la tradizione, lo stato di Kutlehar venne fondato nel 750 dal sovrano ancestrale noto come raja Gopal del Rajput. Tra il 1805 ed il 1809 lo stato venne occupato dal Nepal, sino a quando i nepalesi non vennero sostituiti dai gurkha come occupanti. Nel 1825 lo stato venne annesso per breve tempo al Punjab. In quello stesso anno, dopo che gli inglesi ebbero stabilito il loro dominio sull'area, il raja di Kutlehar ottenne come compensazione per lo stato perduto uno jagir del valore di 10.000 rupie. Il raja Saheb Shri Ram Pal Bahadur (1864-1927) ottenne il titolo ereditario di raja il 15 marzo 1909.

### Regnanti
Lo stato di Kutlehar venne governato da un ramo dei rajput della dinastia Pal. Il capo della casata ebbe il titolo di raja sino al 1947.

#### Raja
- 750 - 770        :    Gopal
- 770 - 810        :    Dharma Pal
- 1100             :    Jas Pal
- .... - .... :    Chiru Pal
- .... - .... :    Chand Pal
- 1200             :    Govind Pal
- c.1730           :    Yadu Pal
- c.1750           :    Dharam Pal
- .... - .... :    Gur Pal
- 1798 - 1803      :    Amrat Pal Bahadur (1ª volta)
- 1803 - 1815      :    Occupazione da parte del Nepal
- 1815 - 1832      :    Amrat Pal Bahadur (2ª volta) (m. 1832)
- 1832 - 1864      :    Narayan Pal Bahadur (1821 - 1864)
- 1864 - 1927      :    Ram Palji Bahadur (22.11.1849 - 22.11.1927)
- 1927 - 1928      :    Rajendra Palji Bahadur (1874 - 14.02.1928)
- 1928 - 1937        :    Brijmohan Pal Bahadur (1890 - 1937)
- 1937 - 1947      :    Mahendra Palji Bahadur (04.07.1937 - 20.07.2014)